# Long Sơn
Long Sơn est une ville du district de Sơn Động dans la province de Bắc Giang dans le nord-est du Vietnam.

## Géographie
Il est situé à environ 140 km au nord d'Hanoï. 

## Histoire
Isabelle Massieu y est reçue le maréchal Sou en mai 1897. Elle retranscrit le nom en Lang-Tcheou.